# ساندرانداهی
ساندرانداهی (به لاتین: Sandrandahy) یک منطقهٔ مسکونی در ماداگاسکار است که در منطقه فاندریان واقع شده‌است.
 ساندرانداهی  ۲۸٬۰۰۰ نفر جمعیت دارد و ۱٬۳۲۲ متر بالاتر از سطح دریا واقع شده‌است.